# Азекеєво
Азеке́єво (рос. Азекеево, башк. Әзекәй) — присілок у складі Белебеївського району Башкортостану, Росія. Входить до складу Тузлукушівської сільської ради.
Населення — 15 осіб (2010; 6 в 2002).
Національний склад:
- башкири — 83 %